# ماکسیوتوو (شهرستان استرلیباشفسکی، باشقیرستان)
ماکسیوتوو (انگلیسی: Maxyutovo, Sterlibashevsky District, Republic of Bashkortostan) یک شهرک در شهرستان استرلیباشفسکی استان باشقیرستان کشور روسیه است.